# Yucca campestris
Yucca campestris (englischer Trivialname: Plains Yucca) ist eine Pflanzenart der Gattung der Palmlilien (Yucca) in der Familie der Spargelgewächse (Asparagaceae).

## Beschreibung
Yucca campestris wächst solitär, stammlos oder mit Stämmen von 0,5 bis 1 Meter Höhe, oder gruppenbildend. Die flexiblen, biegsamen, fein faserigen, grünen bis blaugrünen Laubblätter sind bis 65 cm lang und bis 0,6 cm breit. Sie ähneln denen von Yucca elata und Yucca glauca.
Der in den Blättern beginnende Blütenstand ragt über die Blätter hinaus und wird 0,5 m bis 1,5 Meter hoch. Die glockenförmigen Blüten sind 4 bis 6 cm lang und 1,5 bis 2 cm breit. Die sechs gleichgestaltigen Blütenhüllblätter sind weiß oder grün, manchmal sind die äußeren rosafarben. Die Blütezeit reicht von Mai bis Juni.

## Vorkommen
Yucca campestris ist ein Endemit in der Chihuahua-Wüste auf Sanddünen im Staat Texas, nahe dem Peco River in Höhenlagen zwischen 200 und 700 Metern verbreitet. Diese Art wächst oft vergesellschaftet mit verschiedenen Kakteenarten.
Yucca campestris ist in Mitteleuropa mit Schutz in den Wintermonaten frosthart bis minus 18 °C. Sie ist in Sammlungen selten.

## Systematik
Sie ist ein Vertreter der Sektion Chaenocarpa Serie Glaucae.
Die Erstbeschreibung durch Susan Adams McKelvey unter dem Namen Yucca campestris ist 1947 veröffentlicht worden.

## Bilder
Yucca campestris:

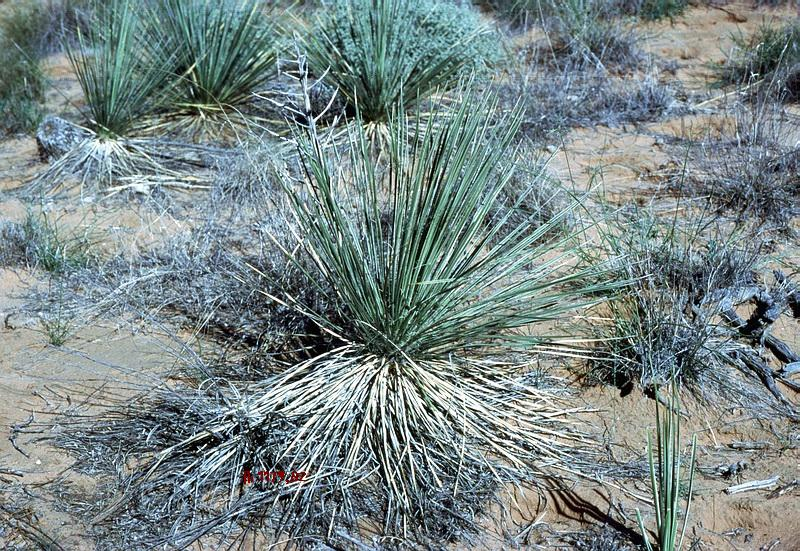
Typisches Exemplar
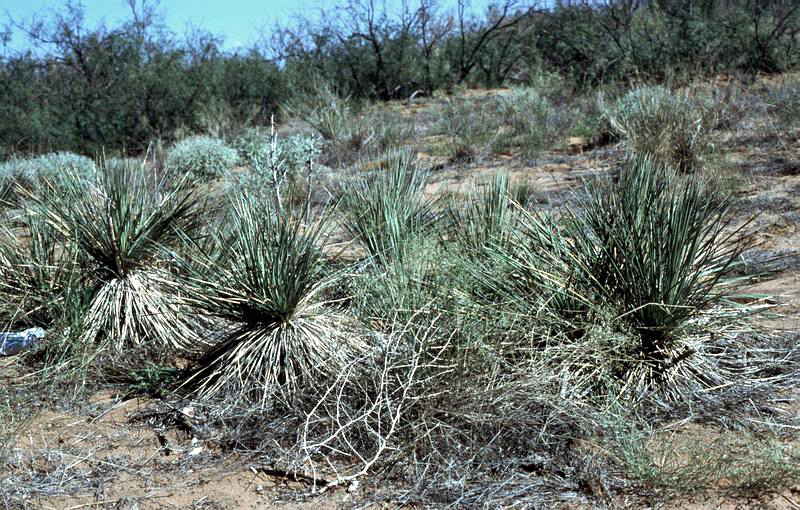
Kleine Gruppe in Texas